# Purbalingga Wetan
Purbalingga Wetan is een bestuurslaag in het regentschap Purbalingga van de provincie Midden-Java, Indonesië. Purbalingga Wetan telt 4636 inwoners (volkstelling 2010).